# 若夫泰 (盧漢斯克區)
48°39′22″N 39°7′35″E / 48.65611°N 39.12639°E
若夫泰（烏克蘭語：Жовте）是位於烏克蘭東部的村莊，由盧甘斯克州卢甘斯克区的卢汉斯克市镇負責管轄。該村始建於1756年，面積4.58平方公里，海拔高度50米，2001年人口1,312，人口密度每平方公里286.4人。